# 시마자키 노부나가

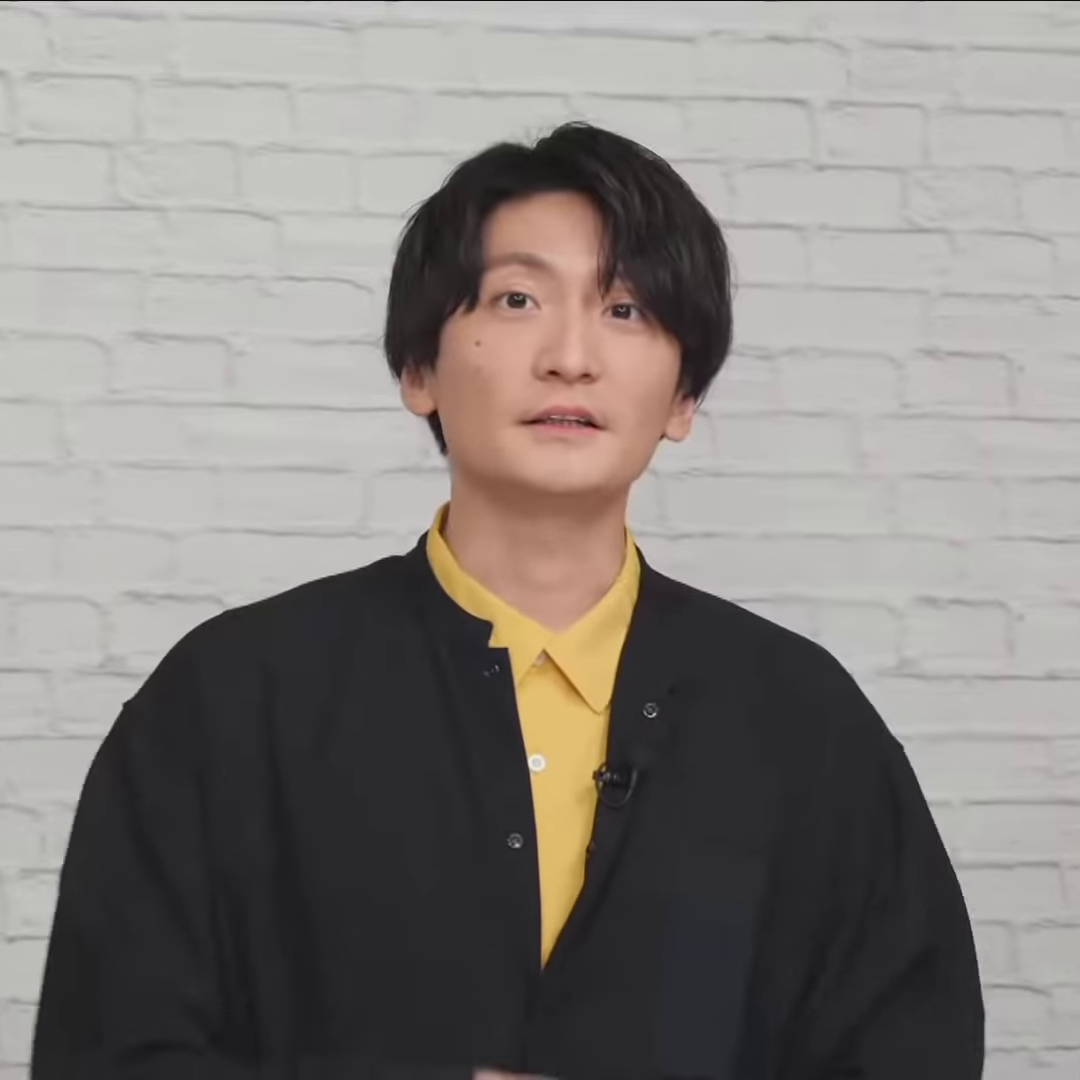

시마자키 노부나가(일본어: 島﨑信長, 1988년 12월 6일 ~ )는 일본의 남자 성우이다.
미야기현 시오가마시 출신. 아오니 프로덕션 소속.

## 작품

### 텔레비전 애니메이션
2009년
- 전장의 발큐리아 (데뷔작)
- 아냐마루 탐정 키루밍주 - 치이 하야토/치이치

2010년
- SD 건담 삼국전 Brave Battle Warriors - 손권 건담

2011년
- 작안의 샤나 - 오로바스
- Fate/Zero - 남자 어새신 중 1인
- 스켓 댄스 - 히라이즈미 에이이치

2012년
- 그 여름에서 기다릴게 - 키리시마 카이토
- 너와 나 2기 - 야나기
- 메다카 박스 - 우시부카 가라하루
- 사랑한다고 말해 - 나카니시 켄지
- 쿠로코의 농구 - 사쿠라이 료
- TARI TARI - 타나카 타이치

2013년
- 다이아몬드 A - 후루야 사토루
- 단재분리의 크라임엣지 - 나루토 코타로
- 도냐츠 - 웨지
- 데이트 어 라이브 - 이츠카 시도
- 메다카 박스 - 우시부카 가라하루
- 사쿠라장의 애완 그녀 - 히메미야 이오리
- 세인트☆영멘 <극장판> - 패밀리마트의 점원 다나카
- 은수저 Silver Spoon - 아이카와 신노스케
- 포토카노 - 마에다 카즈야
- Free! - 나나세 하루카
- AURA~마류인 코우가 최후의 싸움 <극장판> - 사토 이치로

2014년
- 건전로봇 다이미다라 - 마단바시 코이치
- 골든타임 - 토모야스
- 그럼에도 세상은 아름답다 - 리비우스 올비누스 이프리키아 (리비)
- 글라스립 - 이미 유키나리
- 기생수 - 이즈미 신이치
- 노부나가 더 풀 - 오다 노부카츠
- 노부나간 - 마하트마 간디
- 늑대소녀와 흑왕자 - 키무라 요시토
- 데이트 어 라이브 2기 - 이츠카 시도
- 버디 컴플렉스 - 타르짐 바실리
- 우리 집의 욕조 사정 - 타츠미
- 저, 트윈 테일이 됩니다 - 미츠카 소지, 크랩 길디
- 퓨파 - 하세가와 우츠츠
- 호리 씨와 미야무라 군 <OVA> - 센고쿠 카케루
- Free! Eternal Summer - 나나세 하루카

2015년
- 오레모노가타리 - 스나카와 마코토
- 미카구라 학원 조곡 - 니노미야 시구레
- 아쿠에리온 로고스 - 카이부키 아키라
- 창궁의 파프너 EXODUS - 미카도 레오
- VAMPIRE HOLMES - 허드슨
- 베개 남자 - 사사야마 나오(#8)

2016년
- 무지개빛 데이즈 - 카타쿠라 케이이치
- 액티브 레이드 -기동강습실 제8계- - 쿠로키 타케루
- 키즈나이버 - 유타 츠구히토
- 재와 환상의 그림갈 - 마나토
- 암살교실 2기 - 「사신」[1]
- 하루치카 시리즈 - 마렌 세이
- 소년 메이드 - 타카토리 마도카
- 판타시 스타 온라인 2 - 카야노 코우타, 코어
- SERVAMP - 리히트 지킬란드 토도로키
- 사이키 쿠스오의 재난 - 카이도 슈운
- 한다군 - 한다 세이
- 내가 인기 있어서 어쩌자는 거야 - 무츠미 아스마
- 기동전사 건담 철혈의 오펀스 - 이오크 쿠쟌
- Fate/Grand Order - 후지마루 리츠카
- 클래시컬로이드 - 카구라 소스케
- 너의 이름은. - 후지이 츠카사

2017년
- 스타뮤 2기 - 아게하 리쿠
- 디지몬 유니버스 애플리 몬스터즈 - 운류지 나이토
- 소드 아트 온라인 앨리시제이션 - 유지오

### 극장판 애니메이션
2019년
- 코드 기아스 부활의 를르슈 (셰스탈)

2020년
- 짱구는 못말려 극장판: 신혼여행 허리케인 ~사라진 아빠~ (이케맨)
- 사랑하고 사랑받고, 차고 차이고 (야마자키 리오)

2022년
- 극장판 후르츠 바스켓: 프렐류드 (소마 유키)

### 드라마CD
2017년
- 디어♥보컬리스트(일본어판) - 요슈아